# Mägdesprung (Harzgerode)
Mägdesprung im Harz ist ein Ortsteil der Stadt Harzgerode im Landkreis Harz in Sachsen-Anhalt.

## Geographie

### Lage
Mägdesprung liegt im Unterharz im Naturpark Harz/Sachsen-Anhalt. Es befindet sich rund 3 km nordnordwestlich der Kernstadt von Harzgerode auf etwa 275 bis 295 m ü. NN im Selketal und wird von der Selke durchflossen. Südlich von Mägdesprung mündet der Krebsbach in die Selke, in die in der Ortschaft der Bremer Graben einfließt. Durch Mägdesprung führt die Bundesstraße 185, von der dort die Landesstraße 235 nach Harzgerode und die Kreisstraße 2363 zur Selkemühle abzweigen. Südsüdwestlicher Nachbarort ist Alexisbad.

### Ortsteile
Vor allem an den Standorten ehemaliger Hammerwerke existieren heute kleine Siedlungen, die Ortsteile von Mägdesprung sind:
- Drahtzug
- Erster Hammer / I. Friedrichshammer
- Zweiter Hammer / II. Friedrichshammer
- Dritter Hammer / III. Friedrichshammer
- Vierter Hammer / IV. Friedrichshammer
- Forsthaus Scheerenstieg (Wüstung Schibeck)
- Meiseberg
- Schneidemühle
- Stahlhammer

## Geschichte

### Allgemeines
Die Örtlichkeit wurde ursprünglich nach einem oberhalb des rechten Selkehangs gelegenen Gelände Schalckenburg benannt. Und so hieß es entsprechend 1608, dass unter der Schalkenburg eine mit zwei Gängen ausgestattete Mahlmühle liege, die von der fürstlichen Herrschaft mit einem Ackerstück und einem Wiesenfleck einem Harzgeröder Bürger verliehen sei. Erst allmählich setzte sich die Bezeichnung Mägdesprung durch, denn die 1646 auf Initiative von Friedrich von Anhalt-Harzgerode (1613–1670) errichtete Hütte hieß im 18. Jahrhundert durchweg Eisenhütte unterm Mägdesprung. Sie arbeitete zunächst wenig erfolgreich, konnte ab 1769 jedoch beträchtlich erweitert werden. Bis in die zweite Hälfte des 19. Jahrhunderts war das Werk auf dem Gebiet Kunstguss recht erfolgreich. Der Hochofen wurde dann 1876 stillgelegt.
Der schnelle Aufschwung des Werkes seit Mitte des 18. Jahrhunderts hatte die Errichtung zahlreicher Häuser für die Unterbringung der Beschäftigten und ihrer Familien zur Folge, so dass Mägdesprung die Infrastruktur eines kleinen Dorfes mit 1855 bereits 217 Bewohnern erhielt. Seit 1785 wurde eine Schule erwähnt, 1830 folgte die Einweihung einer Kirche, der örtliche Friedhof erhielt einen Platz am III. Friedrichshammer. Am 7. August 1887 wurde die Strecke Gernrode–Mägdesprung der Gernrode-Harzgeroder Eisenbahn-Gesellschaft (GHE) (heute: Harzer Schmalspurbahnen GmbH (HSB)) eröffnet. Das Modellhaus des Werkes fiel am 18. April 1945 den Kriegshandlungen am Ende des Zweiten Weltkrieges zum Opfer.
Ab 1972 wurde die Eisenhütte dann zum VEB Gas- und Heizgerätewerk Mägdesprung, das überwiegend Gas- und Heizgeräte herstellte. Zu DDR-Zeiten errichtete und unterhielt dieser Betrieb im Ort das Betriebs-Ferienlager „Meer des Friedens“ für die Kinder seiner Betriebsangehörigen, das nach 1990 dem Verfall preisgegeben wurde.
Mit den wirtschaftlichen Änderungen der Deutschen Wiedervereinigung (1990) konnte in den folgenden Jahren nur noch eine bescheidene Herstellung von Gaskochern aufrechterhalten werden, die nach wenigen Jahren aber auch eingestellt werden musste. Anfang der 90er Jahre erhielten die Erben des Alteigentümers die Werksanlagen einschließlich der Wohngebäude zurück. Parzelliert wurde die Liegenschaft seitdem verkauft bzw. versteigert. Der größte Teil des alten Hüttengeländes bietet jetzt das Bild einer Industriebrache.
Ende 2016 zählte der Harzgeröder Ortsteil Mägdesprung nur noch 54 Einwohner.

### Ortsname
Der Ortsname erscheint erstmals 1576 im Grenzbuch des Amtes Sangerhausen als Meidesprung, womit eine Quelle unterhalb der Schalkenburg gemeint war, die 1828 als Ernabrunnen gefasst wurde. Die Ortsbezeichnung führte zur Entstehung einer Sprungsage.  Die Sage vom „Mägdesprung“ über das Selketal wurde u. a. von den Brüdern Grimm und Ludwig Bechstein aufgezeichnet.

## Sehenswürdigkeiten

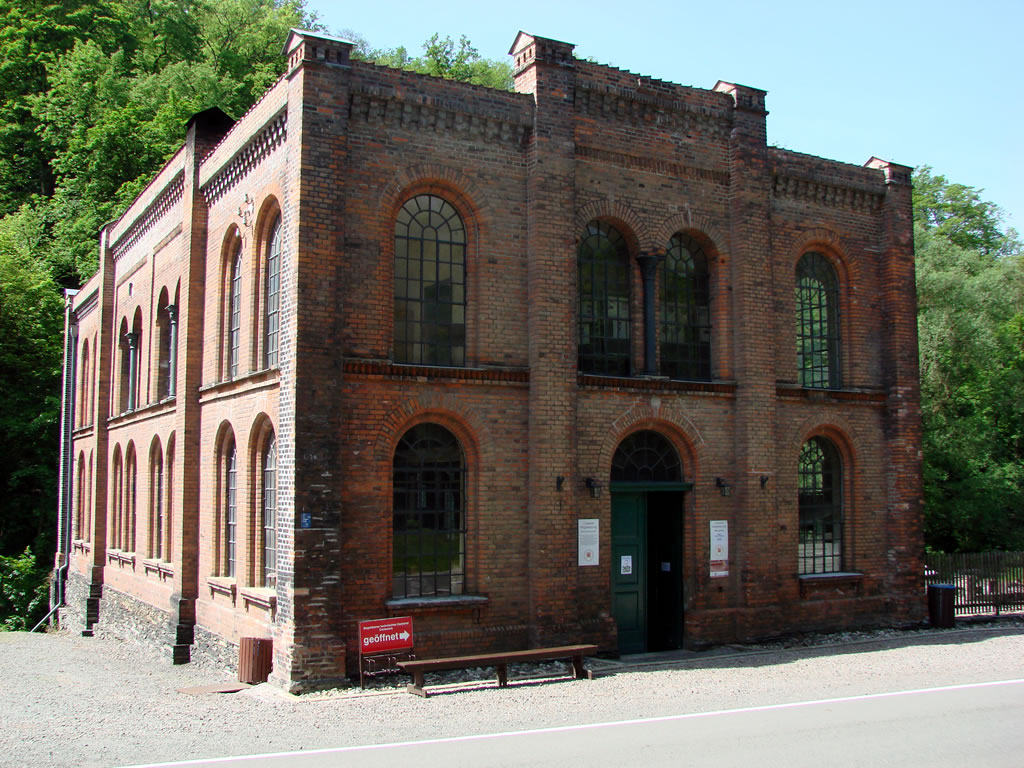
Hüttenmuseum „Carlswerk“, 2007

### Bauwerke
Neben der Lage im Selketal und dem Anschluss an ein Wanderwegenetz, auch der Selketalstieg führt hier entlang, ist das Hüttenmuseum Carlswerk sehenswert. Das heutige Hüttenmuseum wurde im Jahre 1865 in Backsteinbauweise als Fabrik zur Herstellung von Sondermaschinen der Metallverarbeitung errichtet.

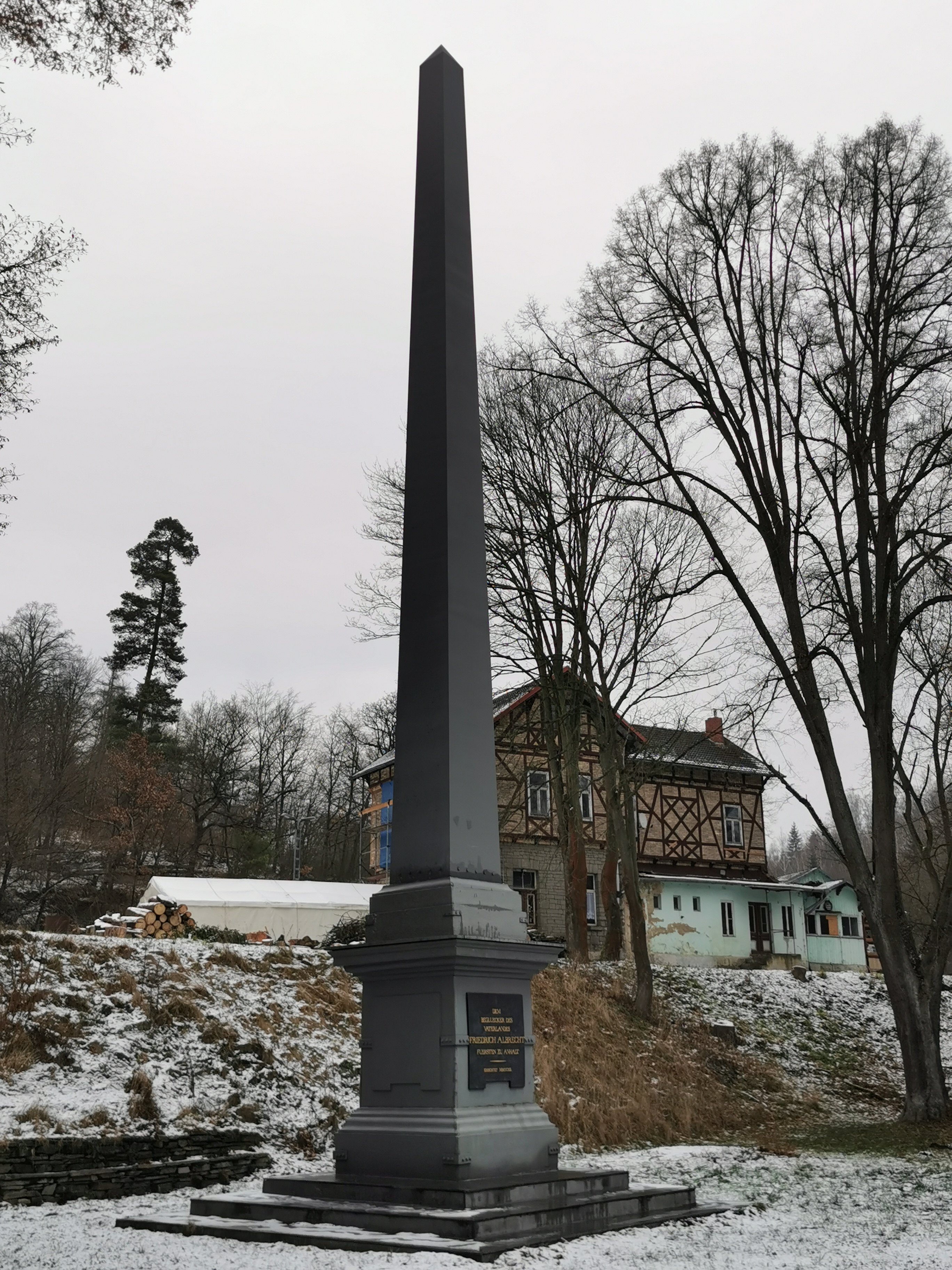
Der Obelisk in Mägdesprung; im Hintergrund der Bahnhof

Die sanierte Pilgerkapelle auf dem Friedhof am Dritten Friedrichshammer, die Hirschplastiken, die Gaststätte Kutscherstube (am 2. Juli 2018 abgebrannt), das Fürst-Friedrich-Albrecht-Denkmal („Obelisk von Mägdesprung“) in der Ortsmitte und die Mägdetrappe sowie die Köthener Hütte mit Blick in das Selketal und zur Viktorshöhe sind weitere Sehenswürdigkeiten.

### Verkehrsanbindung

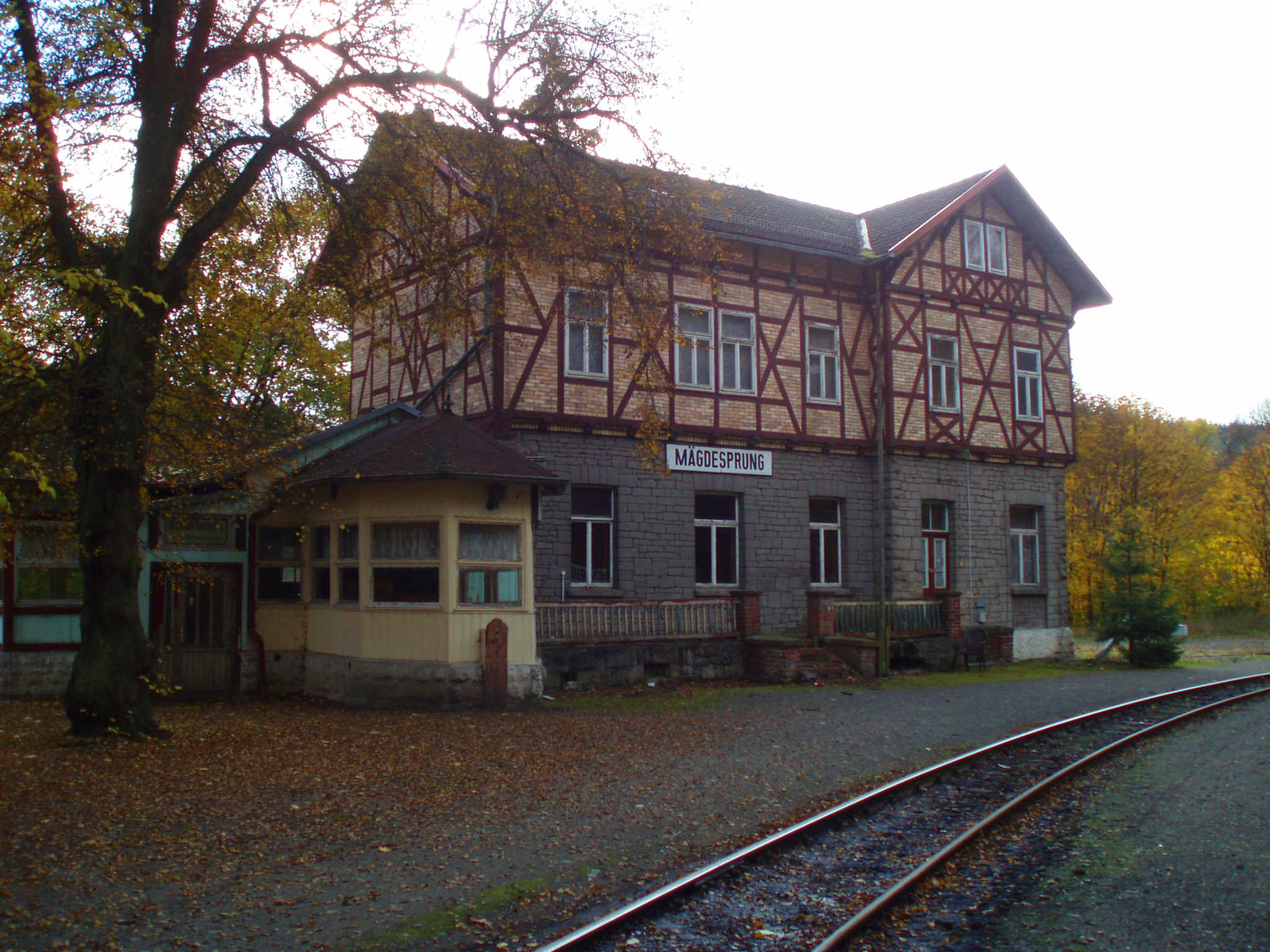
Bahnhof der Selketalbahn in Mägdesprung

Der Ortsteil liegt an der Bundesstraße 185 und besitzt einen Busanschluss an das Liniennetz der Harzer Verkehrsbetriebe sowie den Bahnhof Mägdesprung an der Strecke der Selketalbahn zwischen Gernrode und Alexisbad.

## Persönlichkeiten
- Johann Ludwig Carl Zincken (1791–1862), Mineraloge und Bergbaudirektor
- Carl Andreas Bischof (1812–1884), Hüttenmeister, konstruierte den ersten Gasgenerator
- Eberhard Prüter (1945–2014), Schauspieler und Synchronsprecher

## Sagen
- Ludwig Bechstein: Der Mägdesprung[5] (zwei Sagenversionen zur Felswand Mägdesprung mit den angeblichen Fußabdrücken im Felsen.)